# Daniel Birnbaum
Daniel Birnbaum, född 10 juli 1963 i Stockholm, är en svensk konstkritiker och kurator samt tidigare museichef. 

## Biografi
Birnbaum studerade konstvetenskap, filosofi och litteraturvetenskap vid Stockholms universitet, Freie Universität Berlin och Columbia University i New York. År 1998 disputerade han i filosofi vid Stockholms universitet, på en avhandling om Edmund Husserls fenomenologi. Birnbaum har författat verk om filosofer som Martin Heidegger och Jean-François Lyotard, och översatt verk av Gottlob Frege, Novalis och Ludwig Wittgenstein. År 2018 debuterade Birnbaum som skönlitterär författare med romanen Dr. B.
Birnbaum var kurator 1989–1997 och direktör 1998–2000 för IASPIS. Mellan 2000 och 2010 var han rektor för Staatlichen Hochschule für Bildende Künste (Städelschule) i Frankfurt am Main i Tyskland. Mellan november 2010 och december 2018 var Birnbaum överintendent och chef på Moderna Museet i Stockholm. Sedan januari 2019 är han verksam vid det brittiska konstprojektet Acute Art.
Birnbaum har suttit i redaktionen för tidskriften Kris och medverkat i internationella konsttidskrifter som Parkett, Artforum och Frieze, samt skrivit konstkritik för Dagens Nyheter och Expressen. Han har medverkat vid flera biennaler i Venedig och Moskva, och ledde tillsammans med Jochen Volz den 53:e Venedigbiennalen 2009. Birnbaum ansågs av den brittiska konsttidskriften Art Review 2009 vara den fjärde mest inflytelserika personen i världen inom internationell samtidskonst.

### Privatliv
Birnbaum är son till fredsforskaren Karl Birnbaum och Britta Birnbaum (1930–2019), intendent på Nationalmuseum. Han är gift med konsthistorikern och matboksförfattaren Charlotte Birnbaum. Paret har en dotter.

## Utmärkelser
- Hedersledamot av Kungl. Akademien för de fria konsterna, 2011.[6]
- Riddare av Förbundsrepubliken Tysklands förtjänstorden, 2018.[7]

### Redaktör
- Daniel Birnbaum, John Peter Nilsson (red.): Like Virginity, Once Lost: Five Views on Nordic Art Now (Lund: Propexus, 1999). ISBN 9187952173
- Daniel Birnbaum, Udo Kittelmann, Hans Ulrich Obrist (red.): Thomas Bayrle: 40 Years Chinese Rock 'n' Roll (Köln: W. König, 2006). ISBN 978-3865601001
- Heike Belzer, Daniel Birnbaum (red.): Kunst lehren = Teaching Art (Köln: Verlag der Buchhandlung Walther König, 2007). ISBN 9783865603395
- Daniel Birnbaum, Isabelle Graw (red.): Under Pressure: Pictures, Subjects, and the New Spirit of Capitalism (Berlin: Sternberg Press, 2008). ISBN 978-1-933128-27-6
- Daniel Birnbaum (red.): Swedish Ecstasy (Bryssel: Mercatorfonds, 2023). ISBN 9789462303478

### Översättningar
- Novalis: Fragment, övers. Daniel Birnbaum och Anders Olsson (Lund: Propexus, 1990). ISBN 9187952017
- Thomas Bernhard: Helt enkelt komplicerat och andra texter, övers. Daniel Birnbaum och Anders Olsson (Stockholm: Norstedt, 1991). ISBN 9119111320
- Jacques Derrida: Rösten och fenomenet: introduktion till tecknets problem i Husserls fenomenologi, övers. Daniel Birnbaum och Sven-Olov Wallenstein (Stockholm: Thales, 1991). ISBN 9187172402
- Edmund Husserl: Cartesianska meditationer: en inledning till fenomenologin, övers. Daniel Birnbaum och Sven-Olov Wallenstein (Göteborg: Daidalos, 1992). ISBN 9186320386
- Martin Heidegger, Ernst Jünger: Linjen (Lund: Propexus, 1993). ISBN 9187952092
- Gottlob Frege: Skrifter i urval, övers. Daniel Birnbaum och Sven-Olov Wallenstein (Stockholm: Thales, 1995). ISBN 9187172437
- Martin Heidegger: Brev om humanismen, övers. Daniel Birnbaum och Sven-Olov Wallenstein (Stockholm: Thales, 1996). ISBN 918717247X
- Martin Heidegger: Identitet och differens, övers. Daniel Birnbaum och Sven-Olov Wallenstein (Stockholm: Thales, 1996). ISBN 9187172798
- Ludwig Wittgenstein: Anmärkningar om färger (Stockholm: Thales, 1996). ISBN 9187172828
- Martin Heidegger: Metafysiken som varats historia, övers. Daniel Birnbaum och Sven-Olov Wallenstein (Stockholm: Thales, 1998). ISBN 9187172801
- Martin Heidegger: Till tänkandets sak, övers. Daniel Birnbaum och Sven-Olov Wallenstein (Stockholm: Thales, 1998). ISBN 918717281X